# Historique du parcours international de l'Association Sportive des FAR

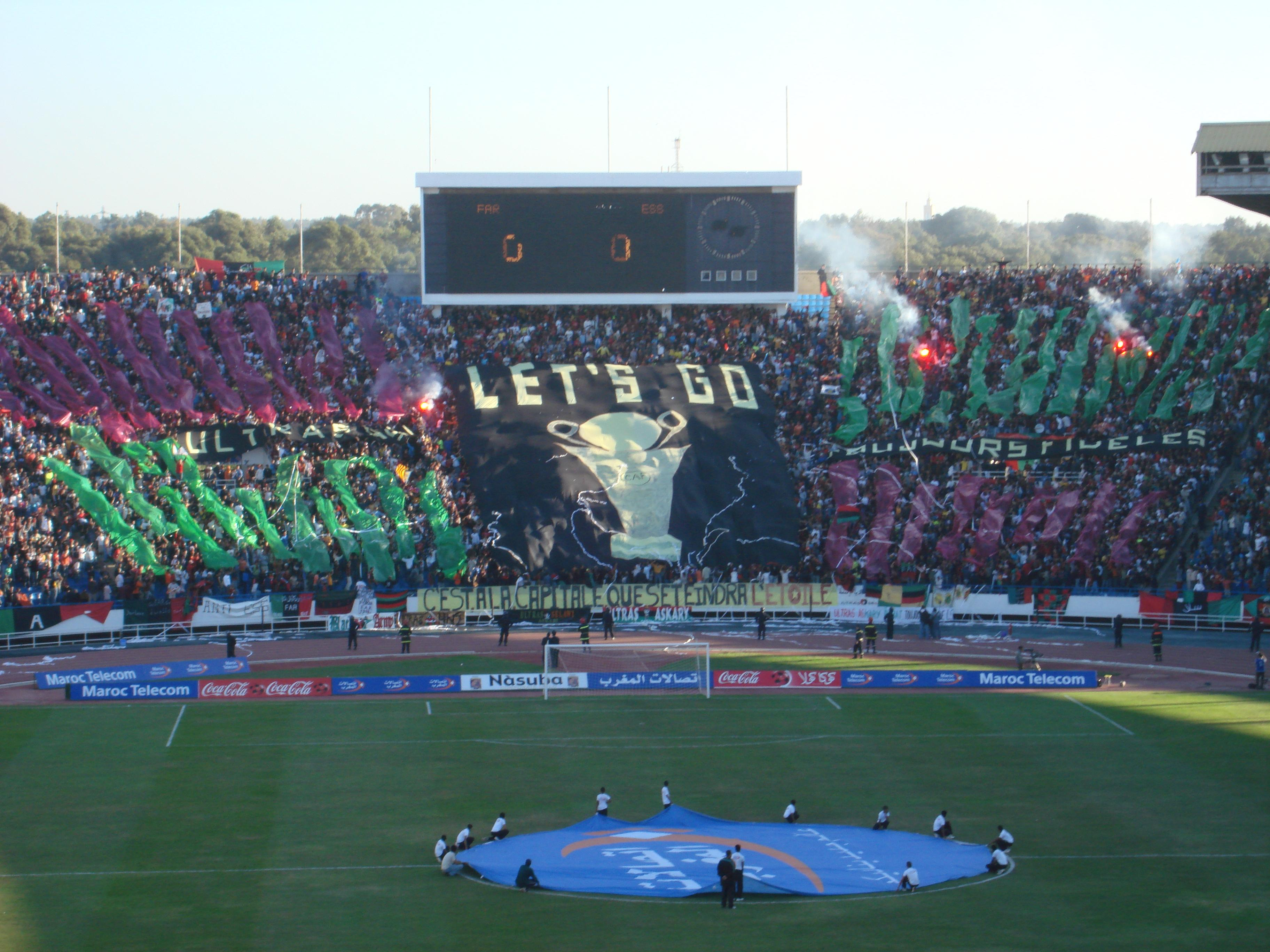
Tifo des supporters de l'AS FAR, lors de la finale aller de la Coupe de la confédération 2006, face à l'ES Sahel, le 18 novembre 2006.

Le parcours international de l'AS FAR est l'histoire des participations de l'Association sportive des forces armées royales aux différentes compétitions internationales. Depuis sa fondation en 1958, l'AS FAR a participé à plusieurs types de compétitions internationales, tels que des compétitions africaines, maghrébines ou nord-africaines, ainsi que la prestigieuse coupe Mohammed V.

## Historique

### Coupes Mohammed V (1962-1970)
Date : 27 août 1967.
Score : AS FAR 0 - 1 Ruda Zvezda.
Date : 31 août 1970.
Score : AS FAR 1 - 4 Atlético de Madrid.
But : Kordassa   81e

### Débuts africains et maghrébins (1968-1971)

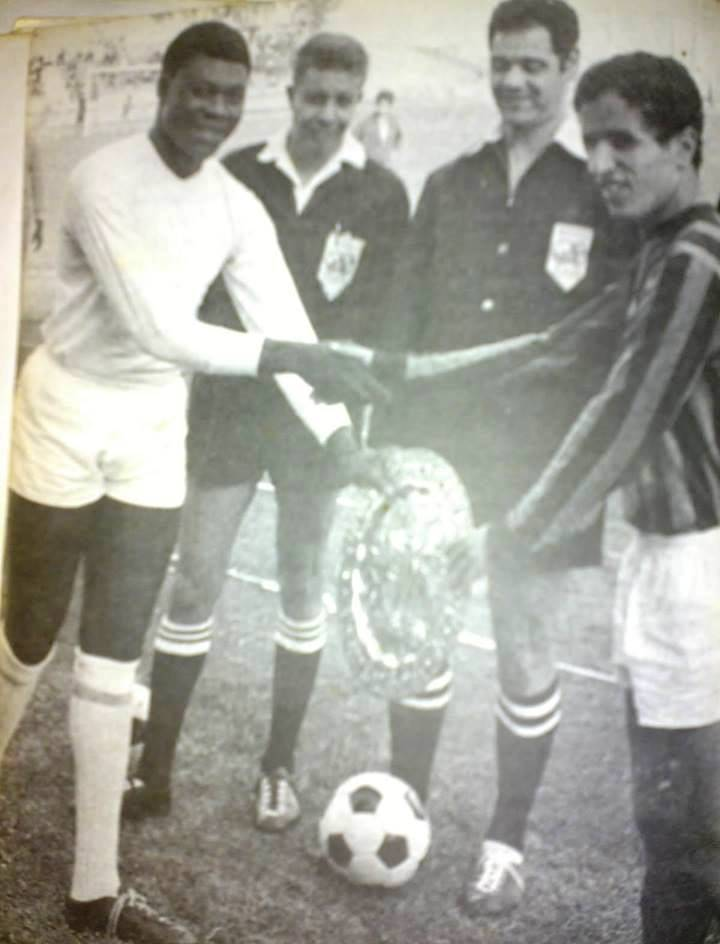
Pierre Kalala Mukendi et Driss Bamous durant la demi-finale retour de la Coupe des clubs champions africains 1968, opposant le TP Englebert aux AS FAR, en janvier 1969, à Casablanca.

l'Association sportive des FAR ne participent plus à une édition de la Coupe du Maghreb des clubs champions, car ils ne réussissent plus à remporter un titre de championnat dans la période où la compétition existe. Il faut dire que le club a raté l'occasion d'une seconde participation d'affilée en ratant de peu le titre du Championnat de 1970-1971, de seulement 2 points derrière la Renaissance de Settat.
C'est pas pour autant que le club ne participe plus à une compétition maghrébine. En effet, lors de la Coupe du Trône 1971, l'AS FAR réussit à atteindre la finale de la compétition face au Maghreb de Fès, le 7 septembre 1971. Après un 0-0, débutent les prolongations où Driss Bamous ouvre le score à la 118e minute avant que n'égalise juste après le MAS, à la 120e, conduisant à une séance de tirs au but que remportent 8-7 les FAR. Après 3 heures de jeu et 17 penaltys pour départager les deux équipes, les FAR se qualifient à la Coupe du Maghreb des vainqueurs de coupe 1971-1972.
La compétition se déroule entre les 17 et 19 décembre 1971, à Alger, dans le Stade d'El Anasser. Les demi-finales se déroulent le 17 décembre, et l'AS FAR, sous la houlette de l'Espagnol José Barinaga, tombe sur le Club africain, vainqueur de la Coupe de Tunisie 1969-1970. Les Tunisiens prennent l'avantage dès la première mi-temps par l'ouverture du score de Hassen Bayou à la 37e minute. Les minutes passent et les Marocains ne réussissent finalement pas à revenir dans le match et sont éliminés de la compétition. Le match pour la troisième place se déroule ensuite le 19 décembre et voit l'AS FAR affronter l'ES Tunis, battue 3 buts à 0 par le MC Alger. Les FAR ouvrent le score dès la 7e minute par l'intermédiaire de son capitaine Driss Bamous. Les Tunisiens égalisent à la 13e. Les Tunisiens craquent cependant en seconde mi-temps, et les buts se multiplient pour les Marocains grâce à un coup du chapeau de Hattab terminant de ce fait meilleur buteur de l'édition, qui marque successivement à la 55e, 63e et 68e minute. L'ES Tunis inscrit son second but à la 81e. L'AS FAR vainqueur 4 buts à 2, termine à la troisième place.

### Premier succès africain, puis absence (1985-1997)
Lieu : Complexe sportif Moulay-Abdallah, Rabat, Maroc.
Date : 30 novembre 1985.
Score : AS FAR  5 - 2 AS Bilima.
Buts : Khairi   18e, Haidamou   27e et   57e, Chicha   46e, Halim   75e
Effectif des FAR :
Lieu : Stade de la Kenya, Lubumbashi, Zaïre.
Date : 22 décembre 1985
Score : AS Bilima 1 - 1 AS FAR
But : Haidamou   39e

### Entre Ligue des champions et Coupe de la confédération (2001-2007)
Lieu : Complexe sportif Moulay-Abdallah, Rabat, Maroc.
Date : 18 novembre 2006.
Score : AS FAR  1 - 1 ES Sahel.
But : El Bahri   72e
Effectif des FAR :
Lieu : Stade olympique, Sousse, Tunisie.
Date : 2 décembre 2006
Score : ES Sahel E 0 - 0  AS FAR
Vice-championne du Maroc lors de la saison 2005-2006, le club décroche son ticket de qualification à la Ligue des champions de la CAF 2007 en compagnie du champion, le Wydad de Casablanca. Sous la houlette de Jaouad Milani qui succède à Henri Stambouli, L'AS FAR est exemptée du tour préliminaire notamment grâce à ses derniers bons résultats en compétition africaine, et commence donc la compétition en 1/16 de finale face au club ghanéen de l'Ashanti Gold SC. Le match aller a lieu le 3 mars 2007 à Obuasi. L'AS FAR gère alors très mal la rencontre, et s'incline 2 à 0. La qualification semble alors très difficile à la suite de ces deux buts encaissés, en sachant qu'une élimination à ce stade de la compétition ne permet pas d'être reversé en coupe de la confédération. Le club militaire n'attaque pas avec confiance le match retour, après une défaite en championnat face au Mouloudia d'Oujda, lors de la 21e journée. Le match retour se déroule donc à Rabat, le 17 mars. Dans un jeu très offensif, les Militaires ouvrent le score dès la 15e minute par l'intermédiaire de Jawad Ouaddouch, alors meilleur buteur du championnat national. Yassine Naoum aggrave la marque à la 42e minute juste avant la mi-temps, permettant au club de se relancer. Les FAR ne réussissent finalement pas à inscrire un troisième but malgré de nombreuses occasions et l'exclusion d'un joueur de l'Ashanti Gold SC. L'épreuve fatidique de tirs au but a alors lieu, et les FAR en sortent vainqueur par 7 à 6.
Le club militaire tombe alors sur le TP Mazembe en 1/16 de finale. Malgré un retour de son capitaine Mounir Benkassou, longtemps blessé, l'équipe s'incline 1 à 0 pour ce match aller, à Kinshasa. Quelques jours après, les Militaires doivent affronter le Wydad de Casablanca lors d'un sommet décisif dans le cadre du championnat, juste après un déplacement difficile pour les deux équipes. Battue 1 à 0 par le Wydad, l'AS FAR réussit à se relever d'une double défaite, et à éliminer le TP Mazembe, grâce à une victoire sur le score de 2 buts à 0, le 21 avril. Les FAR tombent lors de la phase de poule sur un groupe composé entièrement de clubs maghrébins que sont les Tunisiens de ES Sahel, les Libyens de l'Al-Ittihad Tripoli et les Algériens de la JS Kabylie. La présence de ces clubs maghrébins démontre la bonne forme du football nord-africain et maghrébin. Entre-temps, la saison terminée, Jaouad Milani est remplacé par Mustapha Madih, à moins d'une semaine avant le choc à Rabat face à l'ES Sahel, bête noire du club puisqu'elle a éliminé l'équipe en finale de la Coupe d'Afrique des vainqueurs de coupe 1997 et récemment en finale de la coupe de la confédération 2006. Finalement, les Marocains s'inclinent à nouveau face à l'ES Sahel par 1 à 0, sur pénalty, notamment à cause des expulsions de Noureddine Kacemi et Youssef Kaddioui Idrissi. Les Militaires affrontent ensuite la JS Kabylie à Tizi Ouzou le 6 juillet, mais s'inclinent 2 buts à 0, affaiblis par les expulsions du match précédent. Après 2 journées, l'AS FAR n'a toujours pas de points, et sa qualification semble difficile. Elle affronte à domicile lors de la 3e journée, l'équipe libyenne d'Al-Ittihad Tripoli, et réussit à la défaire 1 but à 0, grâce à une réalisation de Jawad Ouaddouch. Mais l'équipe perd toutes ses chances de qualification à la suite de la 4e journée face au même adversaire, après une défaite par 2 à 0. Handicapés par l'expulsion d'Issam Erraki et l'absence de Youssef Rabeh, les Marocains sont éliminés le 3 août. Les deux dernières rencontres sans enjeux, se terminent par des matchs nuls.

### Campagnes africaines et nord-africaines ratées (2007-2013)
Après ce dernier fait d'armes au cours de la Ligue des champions de la CAF 2007, durant lequel l'équipe atteint les phases de groupe, débute une période de nombreuses campagnes sans sacre dans lequel l'AS FAR ne brille plus, tant au niveau continental, que régional.
De nouveau vice-championne du Maroc lors de la saison 2006-2007, L'AS FAR participe pour la 9e fois de son histoire à la Ligue des champions de la CAF lors de l'édition 2008. L'AS FAR entame la compétition dès le tour préliminaire et joue son premier match le 16 février 2008 à Rabat au Complexe Moulay Abdallah contre le Sporting Clube da Praia. Vainqueur 3 à 0 grâce à des réalisations de Abderazzak Lemnasfi, Mehdi El Bassel et Mustapha Allaoui, les FAR confiants sur l'écart du score pensent pouvoir passer au tour suivant, mais lors du match retour les opposant au Cap-Vert dans l'Estádio da Várzea, le Sporting Clube da Praia bat l'AS FAR sur le score de 3 buts à 0, conduisant à une séance de pénalty où l'AS FAR s'inclinent sur le score de 5-4. L'équipe est éliminée.
Lieu : Stade du 7-Novembre, Radès, Tunisie.
Date : 8 janvier 2009.
Score : Club africain 0 - 0 AS FAR.
Effectif des FAR :
Lieu : Complexe sportif, Fès, Maroc.
Date : 25 janvier 2009
Score : AS FAR 0 (2) - (3) 0 Club africain
Tirs au but :
Entraînée par M'hamed Fakhir, l'AS FAR remporte la saison 2007-2008 du championnat du Maroc, et se qualifie donc pour la cinquième fois d'affilée à la Ligue des champions de la CAF, mais aussi pour la toute première édition de la Coupe nord-africaine des clubs champions, qui se déroule juste avant. Cette édition regroupe donc l'AS FAR, le Club africain, champion de Tunisie, la JS Kabylie, champion d'Algérie, l'Al-Ittihad Tripoli, champion de Libye. En raison de sa participation à la Coupe du monde des clubs, le champion égyptien Al Ahly SC n'y participe pas. Les Militaires tombent alors sur la JS Kabylie lors des demi-finales. Le match aller qui se déroule le 19 décembre 2008 à Tizi Ouzou se termine par un match nul sur le score de 1-1, arraché par un but d'El Houssaine Ouchla. Lors du match retour à Rabat, les FAR gèrent la rencontre bien que très équilibrée, et se qualifient grâce à une victoire par 1 but à 0, avec une réalisation signée Jawad Akadar. L'AS FAR affronte donc le Club africain en finale, qui s'est défait de l'Al-Ittihad Tripoli. Le match aller se déroule le 8 janvier à Radès. Le match se termine par un score nul et vierge. Le retour se déroule à Fès le 25 janvier. Comme à l'aller, la rencontre finit également sur un score vierge, et les Tunisiens remportent finalement le trophée à l'issue d'une séance de tirs au but (3-2).
Les FAR participent donc à la Ligue des champions de la CAF 2009, entrent en lice au tour préliminaire, et tombent comme l'an dernier face au club cap-verdien du Sporting Clube da Praia. C'est une occasion en or pour l'équipe de se venger de l'humiliante élimination de l'édition dernière. L'AS FAR n'a plus remporté de match depuis le 26 décembre, et est en manque de confiance. Le match se déroule le 31 janvier 2009 à Rabat, et se termine par une écrasante victoire par 6 buts à 1, avec notamment un coup du chapeau de Mustapha Allaoui. Au retour, l'équipe est battue par 1 but à 0, mais la qualification en 1/16 de finale est assurée. Opposée au club nigérian du Heartland FC, l'AS FAR à l'image de sa saison, est éliminée par une défaite de 3 buts à 1 à l'aller, et un nul par 1-1 au retour à Rabat.
Toutefois, le club réussit à sauver la saison en remportant la Coupe du Trône 2007-2008 face au FUS de Rabat, ce qui qualifie l'AS FAR à la Coupe nord-africaine des vainqueurs de coupe 2009. La nomination de l’entraîneur belge Walter Meeuws en est pour quelque chose, et le club semble pouvoir confirmer ces ambitions. L'AS FAR commence donc la compétition nord-africaine face au club libyen d'Al Ahly Benghazi SC, le 27 octobre 2009. C'est la première participation de l'équipe à cette compétition, qui en est à sa 2e édition. L'ES Tunis demeure le premier vainqueur de la compétition. Les Marocains débutent donc à domicile, mais cèdent un match nul, sur un score vierge. La rencontre confirme les problèmes offensifs du club, qui ne crée que très peu d'occasions, mise à part une occasion d'Issam Raki en seconde mi-temps sur balle arrêtée, qui oblige le gardien libyen à sortir deux tirs successifs. Lors du retour à Benina, les FAR commencent mal la rencontre en encaissant un but à la 12e minute. L'expulsion d'Abderrahmane Mssassi à la 35e n'arrange pas les choses. En infériorité numérique, l'AS FAR s'incline 1 but à 0, et est éliminée de la compétition.
En tant que 3e du Championnat du Maroc 2008-2009 mais aussi vainqueur de la Coupe du Trône 2008-2009, l'équipe participe à la Coupe de la confédération 2010 accompagnée du finaliste, le FUS de Rabat. Entraînée par Aziz El Amri, l'AS FAR entre en lice au 1er tour face au club algérien du CR Belouizdad. Battue 1 à 0 à Alger, malgré de nombreuses occasions, les FAR doivent marquer au moins un but pour se qualifier. Les Algériens ouvrent alors le score à la 42e minute, mais une égalisation rapide de Jawad Ouaddouch redonne espoir à l'AS FAR. Mais l'équipe qui doit alors marquer deux buts de plus n'arrive plus à trouver la faille jusqu'au coup de sifflet final. Le FUS de Rabat continue son aventure et finit par remporter la compétition et à y inscrire son nom au côté de l'AS FAR.
Qualifiée également à la Coupe nord-africaine des vainqueurs de coupe 2010 pour la deuxième fois consécutive, l'AS FAR entre en lice face à un autre club libyen et basé à Benghazi tout comme l'an dernier, l'Al Nasr Benghazi. Vainqueur à l'aller par 2 buts à 1 à Rabat, les FAR chutent cependant lors du match retour à Benghazi en s'inclinant 2 buts à 0. Cette 2e participation à la compétition est un échec. Il s'agit par ailleurs de la dernière participation de l'AS FAR à une compétition maghrébine, et le club n'y a toujours pas remporté le moindre titre.

### Période de déclin (2013-)
Les mauvais résultats en compétition nationale des AS FAR depuis 2010 privent le club de compétition internationale jusqu'en 2013. Ce qui est une première depuis les années 1990. En effet, tout au long des années 2000, l'AS FAR avait toujours participé à au moins une compétition internationale chaque année. Le club se qualifie donc à la Coupe de la confédération 2013, grâce à son statut de finaliste de la Coupe du Trône 2011-2012, perdue face au Raja Club Athletic. Sous la houlette d'Abderrazak Khairi, les Militaires entrent en lice au 1er tour, et font une retrouvaille avec l'Al Nasr Benghazi, bourreau de l'équipe lors de la dernière compétition maghrébine. C'est une revanche pour l'AS FAR qui affrontent les Libyens à domicile à l'aller. Les Militaires font le bouleau et remportent une précieuse victoire par 1 but à 0. Le retour doit initialement se jouer en terrain neutre en raison du conflit libyen. Cependant, les Libyens peuvent à nouveau d'organiser des matchs internationaux dans leur pays, à la suite de la levée d'interdiction imposée par la Confédération africaine de football. Devant un stade plein à craquer à Benghazi, l'AS FAR arrache le nul dans une rencontre où les Marocains ont adopté une position défensive tout au long du match, grâce à une réalisation de Youssef Kaddioui Idrissi à la 78e minute, quelques minutes après l'ouverture du score d'Al Nasr Benghazi. En huitième de finale, le club tombe sur le club tanzanien de l'Azam Football Club. Après un nul à l'aller sur le score de 0-0, l'AS FAR arrache difficilement sa qualification grâce à une victoire sur le score de 2 buts à 1, le 4 mai 2013. Malgré un début fort des locaux, les Tanzaniens ouvrent le score, ce qui oblige l'AS FAR à marquer deux buts pour se qualifier. Six minutes plus tard, une égalisation sur pénalty signée Abderrahim Achakhir relance les FAR dans le match. À la 34e minute, le buteur Achakhir est expulsé de la rencontre, ce qui laisse les Marocains à 10 contre 11. Cela ne les empêche pas d'aggraver la marque à la 42e par l'intermédiaire de Mustapha Allaoui. À la reprise, les erreurs défensives des FAR se multiplient notamment à cause de l'expulsion d'Abderrahim Achakhir et la sortie sur blessure de Youness Bellakhdar. Deux joueurs Tanzaniens sont successivement expulsés de la rencontre, ce qui n'empêche pas l'équipe tanzanienne d'être dangereuse et de provoquer un pénalty, qu'elle rate à la 81e.
Les FAR passent donc difficilement au tour suivant, qu'est le tour intermédiaire, qui oppose vainqueur des huitièmes de finale de la Coupe de la confédération 2013 aux perdants du second tour de la Ligue des champions de la CAF 2013. Sur un coup du sort, le club militaire tombe sur le club voisin du FUS de Rabat défait par les Ivoiriens du Séwé Sports. Les deux clubs de la capitale accueillent leurs matchs dans le même stade, le Complexe sportif Moulay-Abdallah. Les Fussistes ont par ailleurs remporté la Coupe de la confédération 2010, tandis que les FAR qui ne brillent plus depuis plusieurs années. Le match aller qui se déroule officiellement à l'extérieur pour les FAR, se termine par une défaite sur le score de 1 but à 0, à la suite d'un but contre son camp de Yassine El Kordy. Le retour se déroule le 2 juin. Dans un match très ouvert et disputé, Abdessalam Benjelloun ouvre le score dès la 4e minute pour les Fussistes sur un corner de Hicham Laroui. Le haut pressing des FAR permet au club d'égaliser à la 33e par l'intermédiaire de Mustapha El Yousfi. Les FAR obtiennent ensuite un pénalty transformé par Mustapha Allaoui à la 59e, redonnant esport à l'équipe qui doit inscrire un autre but à cause du but encaissé à domicile. Toutefois à la 75e, Hicham Laroui met fin au suspens en égalisant d'une frappe puissante des 25 mètres, qui ne laisse aucune chance au gardien militaire Ali Grouni. Quelques minutes plus tard, Abdessalam Benjelloun enfonce le clou, avant que Younes Hammal n'égalise à la 90e minute, but qui reste anecdotique. Le club est éliminé par le second club de la capitale. C'est une seconde claque pour les FAR qui venaient de perdre le titre du championnat de cette saison au dernier sprint final face au Raja Club Athletic.
Vice-championne du Maroc lors de la saison 2012-2013, le club décroche son ticket de qualification à la Ligue des champions de la CAF 2014. Le club débute au tour préliminaire et tombe sur le club malien de l'AS Real Bamako. Après un nul à Bamako par 1-1, les FAR cèdent un nul sur le score de 2 buts à 2, malgré un doublé Salaheddine Aqqal. Le club est éliminé après cette 11e participation à la compétition. Il s'agit de la dernière campagne du club à une compétition africaine et internationale.

## Palmarès international de l'AS FAR
| Compétitions mondiales                       | Compétitions africaines | Compétitions régionales et tournois internationaux                                                           |
| -------------------------------------------- | --- | --- |
| - Coupe afro-asiatique : - Finaliste : 1986. | - Ligue des champions (1) : - Vainqueur : 1985. - Coupe de la confédération (1) : - Vainqueur : 2005. - Finaliste : 2006. - Supercoupe de la CAF : - Finaliste : 2006. - Coupe d'Afrique des vainqueurs de coupe : - Finaliste : 1997. | - Coupe nord-africaine des clubs champions - Finaliste : 2008. - Coupe Mohamed V : - Finaliste : 1967, 1970. |

## Bilan général des rencontres internationales

### Compétitions africaines

#### Bilan général

##### Bilan par compétition
Le Bilan des rencontres de l'AS FAR en coupes africaines est le suivant :
Bilan de l'AS FAR en compétitions africaines à partir de 1968 *  (Résultats mis à jour jusqu'en Février 2014)
| Compétition                   | Saisons | Titres | J   | G  | N  | P  | Bp  | Bc  | Diff |
| ----------------------------- | ------- | ------ | --- | -- | -- | -- | --- | --- | ---- |
| Ligue des champions de la CAF | 11      | 1      | 59  | 25 | 11 | 23 |     |     |      |
| Coupe de la confédération     | 5       | 1      | 34  | 16 | 11 | 7  |     |     |      |
| Supercoupe de la CAF          | 1       | 0      | 1   | 0  | 1  | 0  | 0   | 0   | 0    |
| Coupe des Coupes Afrique      | 5       | 0      | 32  | 16 | 6  | 10 |     |     |      |
| Coupe de la CAF               | 0       | 0      | 0   | 0  | 0  | 0  | 0   | 0   | 0    |
| Total                         | 22      | 2      | 126 | 57 | 29 | 39 | 176 | 115 | +61  |

Sur le plan africain, l'AS FAR a donc participé à onze Ligue des champions avec un titre remporté, à cinq coupe de la confédération dont un titre et une finale perdue, à cinq coupe des vainqueurs de coupe dont une finale perdue, et à une supercoupe de la CAF dans lequel le club est battue. Par ailleurs, l'AS FAR participe à la coupe afro-asiatique de 1986, grâce à sa victoire en Ligue des champions en 1985. Le club est alors vaincue face au représentant asiatique.
Sa première participation à une compétition africaine remonte à 1968 et son premier adversaire est le club gambien d'Augustinians, qui déclare alors forfait.

#### Formats de compétition

##### Ligue des Champions(C1)
La première édition de cette compétition a eu lieu en 1965, elle se jouait uniquement en matchs aller-retour à élimination directe. En 1997, la coupe change de formule, les quarts de finale et les demi-finales sont remplacés par deux groupes de quatre, le vainqueur de chaque groupe est qualifié en finale. La formule change légèrement en 2001 par l'introduction des demi-finales pour les vainqueurs et les seconds des deux groupes. Depuis la création de la compétition, un seul club par pays y participait (le champion national). Mais à partir de 2004, les championnats les plus relevés en Afrique ont deux représentants, ces quelques pays y participent avec deux clubs (le champion et le vice-champion national). Depuis 2004 aussi, les huit équipes éliminées des huitièmes de finale sont reversées en huitième de finale de la coupe de la CAF.

##### Coupe des vainqueurs de coupe(C2)
La première édition a eu lieu en 1975, les vainqueurs de coupes nationales de chaque pays participaient à cette compétition à élimination directe. Cette compétition a disparu en 2003 et depuis les vainqueurs de coupes nationales de chaque pays participent à la coupe de la CAF.

##### Coupe de la CAF(C3)
La première édition de cette compétition a eu lieu en 1992, elle se jouait uniquement en matchs aller-retour à élimination directe. En 2004, pleins de modifications ont été faites. Les vainqueurs de coupes nationales de chaque pays participent aussi à la coupe de la CAF. La compétition a aussi changé de formule, les quarts de finale et les demi-finales sont remplacés par deux groupes de quatre, le vainqueur de chaque groupe est qualifié en finale. Enfin, les huit clubs éliminés en huitième de finale de la ligue des champions sont reversés en coupe de la CAF à partir des huitièmes de finale.

##### Supercoupe d'Afrique
La première édition de cette compétition a eu lieu en 1992. Depuis 1995, elle se joue sur le terrain du vainqueur de la ligue des champions (exception en 2006). Jusqu'en 2003, la Supercoupe d'Afrique opposait le vainqueur de la ligue des champions au vainqueur de la coupe des vainqueurs de coupes. À la disparition de cette dernière, ce fut le vainqueur de la coupe de la CAF qui prit la place à partir de 2004.

### Compétitions maghrébines et nord-africaines

#### Bilan par compétition
Le Bilan des rencontres de l'AS FAR en coupes maghrébines et nord-africaines est le suivant :
Bilan de l'AS FAR en compétitions maghrébines et nord-africaine à partir de 1971 *  (Résultats mis à jour jusqu'en Octobre 2010)
| Compétition                       | Saisons | Titres | J  | G | N | P | Bp | Bc | Diff |
| --------------------------------- | ------- | ------ | -- | - | - | - | -- | -- | ---- |
| Coupe des clubs champions UNAF    | 1       | 0      | 4  | 1 | 3 | 0 | 2  | 1  | +1   |
| Coupe des coupes UNAF             | 2       | 0      | 4  | 1 | 1 | 2 | 2  | 4  | -2   |
| Supercoupe UNAF                   | 0       | 0      | 0  | 0 | 0 | 0 | 0  | 0  | 0    |
| Coupe des clubs champions Maghreb | 1       | 0      | 4  | 0 | 3 | 1 | 2  | 5  | -3   |
| Coupe des Coupes Maghreb          | 1       | 0      | 2  | 1 | 0 | 1 | 4  | 3  | +1   |
| Total                             | 5       | 0      | 14 | 3 | 7 | 4 | 10 | 13 | -3   |

L'AS FAR a disputé 5 éditions de compétitions maghrébines ou nord-africaines dont 4 différentes. Sa première participation remonte à 1971 et sa dernière à 2010. Aucun titre n'a été remporté par le club, malgré une finale de perdue.
Le bilan des matchs restent négatifs avec 3 victoires, 7 nuls et 4 défaites, pour 10 buts marquées et 13 encaissés. Le seul fait d'armes du club a lieu en 2008-2009, avec une finale atteinte.

#### Bilan par nation
| Équipe  | Joué | Gagné | Nul | Perdu | But Pour | But Contre | Différence | Victoire % |
| ------- | ---- | ----- | --- | ----- | -------- | ---------- | ---------- | ---------- |
| Algérie | 4    | 0     | 2   | 2     | 3        | 5          | -2         | 00,00      |
| Égypte  | 0    | 0     | 0   | 0     | 0        | 0          | 0          | 00,00      |
| Libye   | 4    | 1     | 1   | 2     | 2        | 4          | -2         | 25,00      |
| Tunisie | 6    | 1     | 4   | 1     | 5        | 4          | +1         | 20,00      |

Avec ses 5 participations toutes compétitions maghrébines et nord-africaines confondues, et ses 14 matchs disputés, la Tunisie est la nation la plus affrontée avec 6 matchs, et un pourcentage de 20,00 % de victoires, due notamment à 4 matchs nuls. L'Algérie et la Libye sont les deux autres nations les plus affrontées avec 4 matchs chacun et un pourcentage de 25,00 % de victoires. Cependant, l'AS FAR n'a jamais affronté un club d'Égypte, qui n'a participé qu'à des compétitions nord-africaines, mais pas maghrébines.

#### Bilan par club
| Équipe           | Joué | Gagné | Nul | Perdu | But Pour | But Contre | Différence | Victoire % |
| ---------------- | ---- | ----- | --- | ----- | -------- | ---------- | ---------- | ---------- |
| Algérie          |      |       |     |       |          |            |            |            |
| CR Belouizdad    | 2    | 0     | 1   | 1     | 1        | 4          | -3         | 00,00      |
| JS Kabylie       | 2    | 1     | 1   | 0     | 2        | 1          | +1         | 50,00      |
| Libye            |      |       |     |       |          |            |            |            |
| Al Ahly Benghazi | 2    | 0     | 1   | 1     | 0        | 1          | -1         | 00,00      |
| Al Nasr Benghazi | 2    | 1     | 0   | 1     | 2        | 3          | -1         | 50,00      |
| Tunisie          |      |       |     |       |          |            |            |            |
| Club africain    | 3    | 0     | 2   | 1     | 0        | 1          | -1         | 00,00      |
| ES Tunis         | 3    | 1     | 2   | 0     | 5        | 3          | +2         | 33,33      |

### Coupe Mohammed V
Le Bilan des rencontres de l'AS FAR en coupes maghrébines et nord-africaines est le suivant :
Bilan de l'AS FAR en coupe Mohammed V à partir de 1962
| Compétition      | Saisons | Titres | J  | G | N | P  | Bp | Bc | Diff |
| ---------------- | ------- | ------ | -- | - | - | -- | -- | -- | ---- |
| Coupe Mohammed V | 8       | 0      | 16 | 5 | 3 | 10 | 21 | 36 | -15  |

| Équipe          | Joué | Gagné | Nul | Perdu | But Pour | But Contre | Différence | Victoire % |
| --------------- | ---- | ----- | --- | ----- | -------- | ---------- | ---------- | ---------- |
| Argentine       | 1    | 0     | 0   | 1     | 0        | 1          | -1         | 00,00      |
| Belgique        | 2    | 1     | 0   | 1     | 1        | 1          | 0          | 50,00      |
| Brésil          | 1    | 0     | 0   | 1     | 1        | 2          | -1         | 00,00      |
| Bulgarie        | 1    | 0     | 0   | 1     | 0        | 1          | -1         | 00,00      |
| Espagne         | 4    | 1     | 1   | 2     | 6        | 12         | -6         | 25,00      |
| France          | 4    | 1     | 0   | 3     | 5        | 13         | -8         | 25,00      |
| Maroc           | 1    | 1     | 0   | 0     | 5        | 2          | +3         | 100,00     |
| Pays-Bas        | 1    | 0     | 0   | 1     | 1        | 4          | -3         | 00,00      |
| Tchécoslovaquie | 1    | 1     | 0   | 0     | 1        | 0          | +1         | 100,00     |

| Équipe             | Joué | Gagné | Nul | Perdu | But Pour | But Contre | Différence | Victoire % |
| ------------------ | ---- | ----- | --- | ----- | -------- | ---------- | ---------- | ---------- |
| Argentine          |      |       |     |       |          |            |            |            |
| CA Boca Juniors    | 1    | 0     | 0   | 1     | 0        | 1          | -1         | 00,00      |
| Belgique           |      |       |     |       |          |            |            |            |
| Standard de Liège  | 2    | 1     | 0   | 1     | 1        | 1          | 0          | 50,00      |
| Brésil             |      |       |     |       |          |            |            |            |
| CR Flamengo        | 1    | 0     | 0   | 1     | 1        | 2          | -1         | 00,00      |
| Bulgarie           |      |       |     |       |          |            |            |            |
| Ruda Zvezda        | 1    | 0     | 0   | 1     | 0        | 1          | -1         | 00,00      |
| Espagne            |      |       |     |       |          |            |            |            |
| Atlético de Madrid | 1    | 0     | 0   | 1     | 1        | 4          | -3         | 00,00      |
| Real Madrid        | 2    | 1     | 0   | 1     | 4        | 7          | -3         | 50,00      |
| Real Saragosse     | 1    | 0     | 1   | 0     | 1        | 1          | 0          | 00,00      |
| France             |      |       |     |       |          |            |            |            |
| AS Monaco          | 1    | 1     | 0   | 0     | 4        | 3          | 0          | 100,00     |
| AS Saint-Étienne   | 2    | 0     | 0   | 2     | 2        | 5          | -3         | 00,00      |
| Stade de Reims     | 1    | 0     | 0   | 1     | 0        | 5          | -5         | 00,00      |
| Maroc              |      |       |     |       |          |            |            |            |
| Wydad AC           | 1    | 1     | 0   | 0     | 5        | 2          | +3         | 100,00     |
| Pays-Bas           |      |       |     |       |          |            |            |            |
| Ajax Amsterdam     | 1    | 0     | 0   | 1     | 1        | 4          | -3         | 00,00      |
| Tchécoslovaquie    |      |       |     |       |          |            |            |            |
| VTJ Dukla Prague   | 1    | 1     | 0   | 0     | 1        | 0          | +1         | 100,00     |

## Matchs internationaux par saison
Voici un tableau récapitulant tous les matchs internationaux de l'AS FAR.

#### Ouvrages
- Azzouz Belfaida et Abdelaziz Belfaida, A.S. FAR : Histoire d'une légende footballistique, 2009, 390 p.
- Hakim Ghazaoui, 100 matchs de légende du football marocain, Fondation Mohammed VI pour les champions sportifs, 2013

#### Quotidiens et périodiques
- Al Alam, Rabat, 1946-, (BNF 34462718).
- La Vigie marocaine, La Vigie : journal quotidien de Casablanca, Casablanca, 1908-1971, (BNF 34471865).
- Le Petit Marocain, Casablanca, 1914-1971, (BNF 34469644).
- Afrique football : mensuel international de football, Paris, 1988-2006, (BNF 34407607).
- Le Sport hebdomadaire bilingue du lundi directeur Mahmoud Ellafi rédacteur en chef Mahmoud Bedir, Tunis: Imp. El Amal, 1958.